# Ospedale per Infermi Cronici e Miserabili
L'ospedale per Infermi Cronici e Miserabili è stato un ospedale di Lovere, in provincia di Bergamo, dal 1823 al 1923. La struttura è stata fondata da Bartolomea Capitanio e Vincenza Gerosa, sante patrone di Lovere a cui è intitolato il nuovo ospedale, sorto in sostituzione del precedente qualche centinaio di metri più a monte del paese.

## Storia

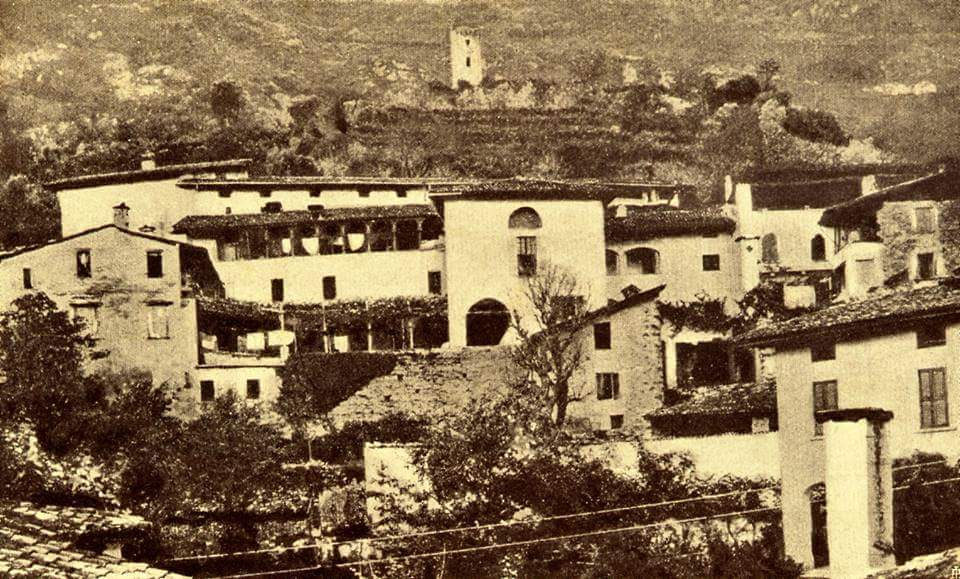
L'ospedale nei primi del novecento

Fin dal Medioevo la cittadina di Lovere ricopre un ruolo importantissimo dal punto di vista politico ed economico. Per questo nel 1488, in un luogo che le fonti non precisano, viene istituito quello che potremmo definire un ospedale ante litteram, ovvero una casa di cura e di degenza per i malati colpiti da tutte quelle epidemie che venivano portate dalle truppe di passaggio e dai mercanti.
Tuttavia solo nel 1565 per iniziativa del parroco Calegari prende vita il progetto per la realizzazione di un vero ospedale. Esso però verrà accantonato per moltissimi anni e solo nel 1803 a Lovere verrà aperta una struttura ospedaliera. Dopo soli pochi anni la confraternita che lo gestisce viene soppressa dagli invasori francesi e l’ospedale di conseguenza chiuso.
Nel 1823 la nobile famiglia loverese Gerosa dona una "casa di sua ragione in contrada Porta di Serio, con brolo e cortile […] alla Congregazione di Carità di Lovere […] er i più bisognosi, infermi ed orfani". Proprio da questa famiglia proviene santa Vincenza Gerosa che, assieme alla sorella Rosa Gerosa, cura negli anni a venire la costruzione e il buon funzionamento dell’ospedale. Tutt’oggi l’ordine delle suore di Maria Bambina, fondato negli stessi anni da santa Vincenza e da santa Bartolomea Capitanio, è presente in maniera attiva nell’ospedale di Lovere.
Nel 1825 la struttura subisce importanti lavori di ampliamento e il 1 novembre 1826 (altre fonti manoscritte riportano la data del 1 dicembre) viene ufficialmente inaugurato, alla presenza di santa Vincenza, la “Casa di ricovero per gli ammalati cronici e miserabili di Lovere”. Santa Bartolomea Capitanio ne diventa da subito direttrice ed economa, ruolo che manterrà fino alla morte prematura nel 1833.
Già nel 1833 l’ospedale conta una media di dieci ricoverati al giorno.
Nella seconda metà dell'Ottocento il paese di Lovere e quelli limitrofi subiscono un’enorme espansione demografica dovuta all’apertura di parecchie industrie e alla strategica posizione geografica: proprio in questi anni infatti vengono costruite due ferrovie che collegano Bergamo e Brescia alla Valcamonica, rendendo così Lovere un importante crocevia commerciale ed economico.
Sorge dunque spontanea l’esigenza di un nuovo nosocomio, più ampio e fuori dal centro abitato. E grazie alla donazione di un terreno da parte di un privato, nel 1906 viene indetto l'appalto per la realizzazione del nuovo ospedale, ma i lavori vengono presto interrotti per mancanza di fondi e poiché il progetto viene ritenuto non adatto alle nuove esigenze del tempo.
Nel 1923 l'ospedale per Infermi Cronici e Miserabili, ormai non più adatto a tale compito, viene chiuso dal prefetto, malgrado il grande sforzo, anche economico, di tutta la popolazione loverese.
Si decide allora di portare a compimento i lavori iniziati vent’anni prima, nei quali era stata eretta solo la facciata anteriore in pietra. Nel 1930 apre l'ospedale "SS. Capitanio e Gerosa", intitolato alle due fondatrici del primo ospedale loverese.

## L'ospedale oggi
Oggi la struttura è un centro di preghiera noto come  Oasi Capitanio di proprietà delle suore di carità delle Sante Bartolomea Capitanio e Vincenza Gerosa.